# Nothofagaceae
Nothofagaceae is een familie van tweezaadlobbige planten. Een familie onder deze naam wordt pas sinds kort erkend door systemen van plantentaxonomie, waaronder het APG-systeem (1998) en het APG II-systeem (2003).
De familie bevat slechts één geslacht: Nothofagus, van bomen en struiken op het zuidelijk halfrond.

## Externe links

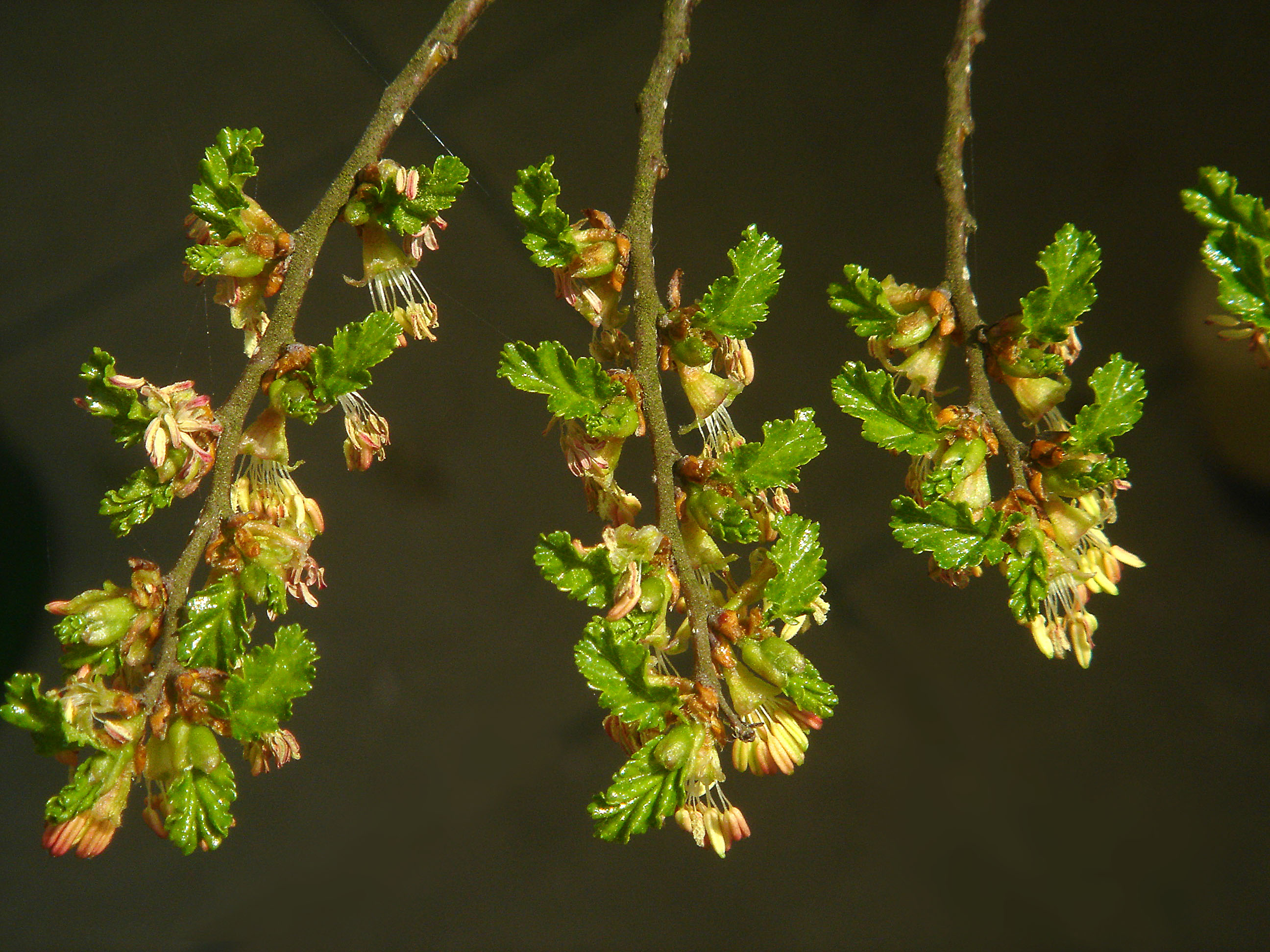
Nothofagus antarctica bloemen